# Пьетранджели, Паоло
Паоло Пьетранджели (итал. Paolo Pietrangeli, 29 апреля 1945—22 ноября 2021) — итальянский автор-исполнитель, музыкант и певец, режиссёр, сценарист и писатель. Сын кинорежиссёра, сценариста и кинокритика Антонио Пьетранджели.